# Velcro
Velcro és una marca comercial de vetes adherents.
La marca comercial velcro, és un mot creuat, a partir del francès velours (vellut, que dona el segment vel-) i crochet (ganxo, per al segment -cro). Com que velcro és una marca, el Termcat ha proposat el terme genèric veta adherent, prou transparent.

## Història

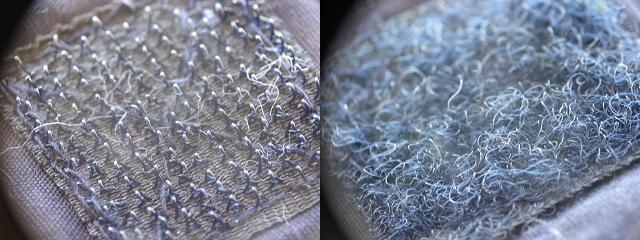
Les dues parts d'un tancament de veta adherent

Hom situa l'origen de la invenció del velcro en l'obervació casual que l'enginyer suís George de Mestral va fer del seu gos, al que se li quedaven adherides llavors d'Arctium, que el van portar a estudiar les propietats d'aquella planta. Inicialment, De Mestral va concebre el seu descobriment de veta adherent per aplicació a la indústria textil, tot i que posteriorment el ventall d'usos s'ha diversificat molt. La primera patent de De Mestral data de l'any 1957, i a finals d'aquella dècada ja es comercialitzava. Des del seu origen suís, Velcro va començar a ramificar-se i en altres països europeus com Bèlgica, Alemanya, Itàlia, Suècia i el Regne Unit. L'expansió a Amèrica del Nord i Àsia va ser fruit de l'acord amb la companyia canadenca Velok Ltd. La popularitat dels productes de la marca Velcro, especialment als Estats Units, va permetre a Velcro i Velok innovar i créixer ràpidament, i el 1967 ja facturaven més de 10 milions de dòlars americans. A finals de la dècada de 1960 Velcro i Velok fusionar-se per formar Velcro Industries B.V., que conservava tots els drets a les patents relatives a la invenció de De Mestral.La patent original de Velcro va expirar el 1978.

### La Velcro d'Argentona
El 1958, l'empresari argentoní José de Navas Escuder, va tornar a Catalunya després d'haver estat deu anys als Estats Units i Cuba. Havent adquirit la llicència de la marca Velcro per a Espanya i Portugal, va fundar Velcro Espanola S.A., que es va fer realitat entre els anys 1959 i 1960, amb seu a Argentona. Amb la fi de la patent de Velcro, l'empresa va abordar el mercats internacionals amb força èxit, i a principis dels anys 80 va arribar a tenir 300 treballadors. L'any 1985 l'empresa va ser absorbida per Velcro Indústries N.V., el major fabricant mundial de Velcro.